# Vál
Vál è un comune dell'Ungheria di 2.394 abitanti (dati 2001). È situato nella contea di Fejér.